# Roland Hahnemann
 Roland Hahnemann (* 2. April 1954 in Riesa) ist ein deutscher Politiker. Er war als Parteiloser von 1990 bis 2009 für die Partei Die Linke Mitglied des Thüringer Landtags. 

## Leben
Roland Hahnemann besuchte von 1968 bis 1972 die Erweiterte Oberschule und schloss diese mit dem Abitur ab. Es folgte von 1974 bis 1980 ein Englisch-Deutsch-Lehrerstudium, das er mit dem Staatsexamen als Lehrer und mit dem Diplom als Germanist abschloss. Im Anschluss machte er von 1980 bis 1983 ein Forschungsstudium in Jena und war danach von 1983 bis 1985 als Hilfsarchivar und Bibliothekar an der Friedrich-Schiller-Universität Jena tätig. In dieser Zeit legte er 1984 seine Promotion zum Dr. phil. ab. Von 1985 bis zur Wiedervereinigung 1990 war er Wissenschaftlicher Mitarbeiter am Zentralinstitut für Sprachwissenschaft der Akademie der Wissenschaften der DDR in Berlin. 

## Promotion 1984
- Titel: Studien und Texte zur Vorgeschichte der marxistischen Sprachauffassungen in der Zeit der deutschen Aufklärung, Klassik und Romantik. Universität Jena 1984, 212 Seiten, Dissertation A.[1]

## Politik
Roland Hahnemann war von 1990 bis 2009 für vier Wahlperioden Mitglied des Thüringer Landtages. Er wurde dorthin als Parteiloser über die Landesliste der PDS (seit 2007: Die Linke) gewählt. Im Parlament war er Mitglied im Innenausschuss, und für seine Fraktion übernahm er die Aufgabe als Sprecher für Innenpolitik.
Bei der Landtagswahl 2009 unterlag er als Direktkandidat im Wahlkreis Saalfeld-Rudolstadt II knapp gegen den CDU-Bewerber Maik Kowalleck. Auf der Landesliste der Partei Die Linke hatte er nur auf Platz 49 kandidiert.